# Derechos humanos durante la pandemia de COVID-19 en Argentina
La pandemia de COVID-19 en Argentina y las medidas sanitarias tomadas a partir del día 16 de marzo, necesariamente impactaron en los derechos humanos de la población del país, como sucedió en todo el resto del mundo, existiendo distintas interpretaciones sobre el modo en que los mismos se vieron afectados. Durante todo el plazo en que se mantuvieron las medidas sanitarias, se produjeron medidas gubernamentales que tenían como fin declarado el de garantizar los derechos humanos de la población, así como una serie de denuncias sobre violaciones de derechos humanos. 
La pandemia se inició en el exterior unos días antes de que finalizara el mandato presidencial Mauricio Macri, produciéndose sus primeras manifestaciones en la Argentina tras la asunción de su sucesor en el puesto, Alberto Fernández. En marzo de 2020 el presidente Fernández consensuó con todos los gobernadores de provincias y con el Jefe de Gobierno de la Ciudad Autónoma de Buenos Aires, oficialistas y opositores, las pautas básicas para llevar adelante la política sanitaria durante la pandemia. A mediados de marzo algunos gobiernos provinciales decretaron cuarentenas en sus territorios. Poco después, el gobierno de la Nación con apoyo de todos los gobernadores y el jefe de gobierno de la Ciudad Autónoma de Buenos Aires, dispuso una cuarentena general y obligatoria en todo el país a partir del 20 de marzo, a la vez que rechazó establecer el estado de sitio, manteniendo vigentes las libertades y derechos constitucionales.
A partir del 12 de abril las provincias y la CABA quedaron facultadas para solicitar excepciones, fijando protocolos de prevención, estableciendo áreas bajo un régimen llamado de "distanciamiento social" graduado en fases flexibles, que abarcaron la mayor parte del territorio nacional. La cuarentena se mantuvo o se reimplantó en aquellas ciudades con altas tasas de contagio, incluyendo el AMBA.

## Derechos a la vida y a la salud

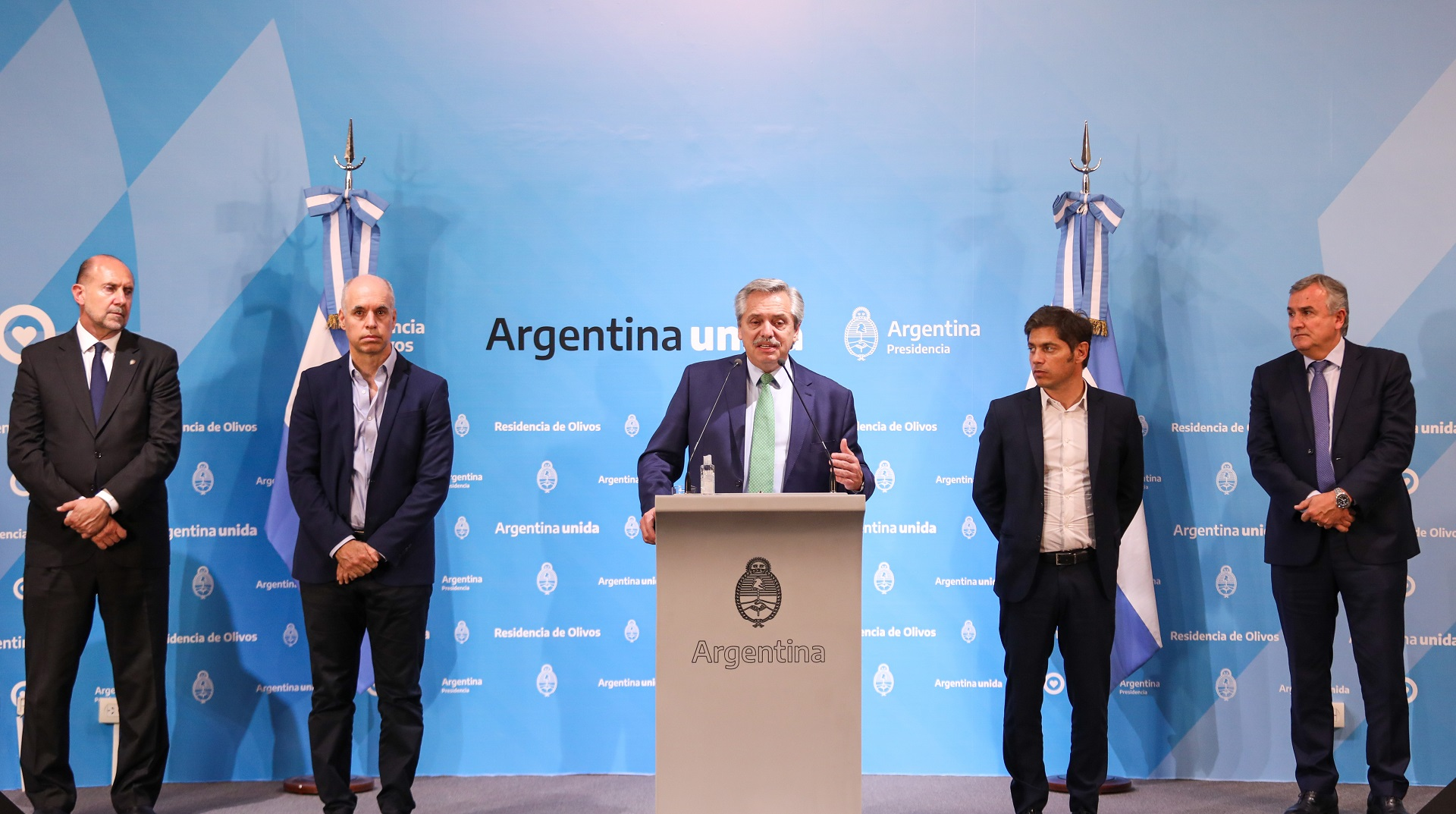
Al decretar la cuarentena nacional, el presidente Alberto Fernández sentó la posición de que el gobierno iba a dar prioridad a los derechos a la vida y a la salud.

Al asumir su cargo Alberto Fernández, el gobierno carecía de un Ministerio de Salud. En 2018 La administración de Mauricio Macri había dictado un decreto "eliminándolo", o "degradándolo", (según la denominación usada por la fuente), e incluyendo sus funciones en el Ministerio de Desarrollo Social, en una Secretaría de Salud, en el marco de un plan de reestructuración del Estado y reducción del déficit presupuestario, disminuyendo la participación en el presupuesto nacional de las funciones relativas a la salud en un 45%, durante su mandato. Una de las primeras medidas de Fernández fue crear el Ministerio de Salud (y también el de Desarrollo Social), separando sus funciones y declarar la emergencia sanitaria en todo el país.
Al tomar la decisión de establecer la cuarentena como medida sanitaria, el presidente Fernández invocó explícitamente los derechos a la vida y a la salud, indicando que tendrían prioridad.
El gobierno adoptó una serie de medidas urgentes para aumentar las camas, respiradores artificiales, medicamentos, insumos e instrumental para enfrentar la pandemia. Entre ellas, destaca la construcción de doce hospitales modulares de 1000 m² (construcciones en seco de rápido armado) entre marzo y mayo en las áreas metropolitanas de Buenos Aires, Córdoba, Resistencia y Rosario.

## Decisión de no declarar el estado de sitio

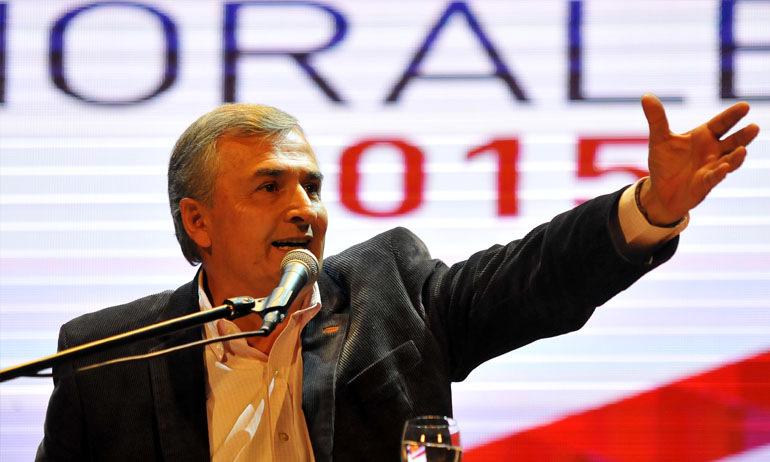
El gobernador Gerardo Morales propuso inicialmente declarar el estado de sitio, suspendiendo los derechos constitucionales, pero finalmente el consenso fue no hacerlo.

Al momento de elaborar la estrategia para combatir la pandemia, el presidente y los gobernadores analizaron el marco institucional en el que debían encuadrarse las medidas sanitarias. El presidente Alberto Fernández se manifestó contrario a declarar el estado de sitio, una medida contemplada en la Constitución Nacional en casos de "conmoción interior o ataque exterior", que suspende los derechos y garantías constitucionales.
En sentido opuesto se manifestó el gobernador de la provincia de Jujuy, Gerardo Morales, perteneciente a la Unión Cívica Radical y a la alianza opositora de Juntos por el Cambio, quien pidió declarar el estado de sitio, para suspender las libertades constitucionales. La propuesta del gobernador Morales de declarar el estado de sitio fue compartida por otros gobernadores (Zamora de Santiago del Estero, Perotti de Santa Fe, Manzur de Tucumán, Quintela de La Rioja y Uñac de San Juan). Otros gobernadores se manifestaron en contra de suspender las libertades constitucionales, como Alicia Kirchner de Santa Cruz y Gustavo Melella de Tierra del Fuego y Mariano Arcioni de Chubut. El gobernador de la importante Provincia de Buenos Aires, Axel Kicillof, por su parte, habría estado en contra de las medidas de aislamiento social por su impacto económico.
La discusión entre quienes estaban a favor y en contra del estado de sitio se prolongó durante las semanas posteriores al establecimiento de la cuarentena. Finalmente el oficialismo y un sector de la oposición coincidieron en que no era necesario declarar el estado de sitio. El 28 de marzo, el presidente Fernández rechazó las presiones para dictar el estado de sitio y se manifestó explícitamente en contra:

Los que piden estado de sitio son los que no quieren asumir la responsabilidad que tienen.
Alberto Fernández

## Oposición a la cuarentena
Sectores de la oposición y medios de comunicación reclamaron públicamente contra la cuarentena por afectar la libertad individual y la democracia. Así lo hizo el diario La Nación, a través de uno de sus principales columnistas, en un artículo publicado el 27 de mayo, titulado "Coronavirus en la Argentina: la cuarentena está en conflicto con la libertad".
El 1 de junio un grupo de políticos e intelectuales opositores publicaron un documento titulado "La democracia está en peligro", sosteniendo que la Argentina estaba viviendo "una infectadura", debido a la cuarentena.

### Centros de alojamiento preventivo en Formosa
Durante 2020 en la Provincia de Formosa se habilitaron "centros de alojamiento preventivo" para que personas con COVID-19 cumplan con una cuarentena antes de entrar en la provincia.
Estos centros fueron denunciados por tener condiciones de vida deplorables, con víboras, cucarachas y baños sucios. El gobernador de Formosa, Gildo Insfrán, y el ministro de Gobierno provincial, Jorge Abel González, fueron denunciados penalmente por un grupo de pacientes, representados por Gabriela Neme, por hacinamiento y condiciones inhumanas en los centros de aislamiento. También denunciaron no solo pacientes con COVID-19, sino también personas que aún no recibieron el resultado de su hisopado y que pasaron hasta 20 días sin respuestas. Luego de esto, Gabriela Neme fue arrestada junto a la concejal opositora de Formosa Celeste Ruíz Díaz mientras se manifestaban en la puerta de una escuela en contra de los centros de aislamiento. Luego de ser liberadas denunciaron lesiones y maltrato mientras estaban en la comisaría.
Amnistía Internacional alertó por la violación de derechos humanos en los centros de aislamiento diciendo que "es inadmisible en una democracia" y exigió la "inmediata liberación" de las concejales. El diputado formoseño de la Unión Cívica Radical, Mario Horacio Arce, hizo un denuncia ante la justicia federal por supuestas violaciones de derechos humanos, violación de domicilio, abuso de autoridad y detenciones forzadas contra ciudadanos. La exdiputada de la Coalición Cívica ARI, Elisa Carrió, dijo que desde el partido proponían pedir la intervención federal de Formosa. En cambio, el Partido Justicialista defendió a Gildo Insfrán, diciendo que la situación es una "feroz campaña política y mediática". El senador formoseño del Frente de Todos, José Mayans, también defendió a Gildo Insfrán, diciendo que "el derecho vos lo tenés, pero no en pandemia", frase que desmintió al decir que en fue "una estrategia mediática de la oposición".
Luego de las denuncias el secretario de Derechos Humanos, Horacio Pietragalla, visitó la provincia para verificar las condiciones de los centros de aislamiento. 48 horas antes de su llegada el Gobierno de Formosa limpió y liberó a muchas personas detenidas en los centros de aislamiento. Pietragalla informó a la prensa que "no se violan sistemáticamente los derechos humanos" en Formosa y afirmó que las denuncias en realidad tienen "intencionalidad política". Amnistía Internacional criticó al gobierno, diciendo que "no debe convalidar una política que expone a las personas a situaciones de encierro compulsivo y arbitrario, y a otras violaciones a sus derechos". Santiago Cafiero, jefe de Gabinete, respondió diciendo que "A nosotros no nos tienen que venir a decir qué tenemos que hacer con los derechos humanos". Human Rights Watch aseguró que en Formosa se adoptan medidas abusivas en sus centros de aislamiento y que el gobierno de Gildo Insfrán "ha utilizado medidas frecuentemente abusivas e insalubres para prevenir la propagación del Covid-19".
Hasta mediados de 2022 no se había constatado judicialmente ninguna de las denuncias realizadas.

## Denuncias por violencia policial
Según la Coordinadora contra la Represión Policial e Institucional (CORREPI), hubo 92 muertes a manos de integrantes de las fuerzas policiales durante la pandemia. De ellos, 34 fueron casos de gatillo fácil, 45 fueron muertes en custodia policial (cárceles y comisarías), 3 fueron casos de desaparición forzada, y una muerte fue un caso entre fuerzas de seguridad. De acuerdo con este trabajo, en 50 de estos casos estuvieron involucradas fuerzas policiales provinciales, en 27 los servicios penitenciarios provinciales, en 7 las fuerzas federales, y en 7 la Policía de la Ciudad. Sabina Frederic, Ministra de Seguridad de la Nación, negó que haya habido casos que resultasen en la muerte de un ciudadano con intervención de las fuerzas federales, y que recibieron 39 denuncias por uso abusivo de la fuerza durante ese período. Horacio Pietragalla, secretario de Derechos Humanos, indicó que el organismo recibió 531 denuncias por hechos represivos durante la cuarentena.
Sabrina Corio fue detenida el 7 de agosto por la Policía de Río Negro en Bariloche por haber salido a pasear a su perro, para que haga sus necesidades, un día que de acuerdo a las medidas sanitarias no le correspondía salir. Permaneció detenida e incomunicada por siete horas. Denunció haber sido subida a los golpes a un móvil policial, que no se le garantizaron las medidas básicas de higiene, además de no indicarle hacia dónde la llevaban y negarle un vaso de agua cuando lo requirió. Además, denunció amenazas en redes sociales con la publicación de fotos de su domicilio. En sus palabras, dijo haber sido secuestrada. La policía, que utilizó un patrullero con la presencia de cinco agentes para detenerla, señaló que Sabrina se resistió al arresto. Gustavo Gennusso, el entonces intendente de la localidad, pidió explicaciones por el caso al Ministro de Seguridad de la provincia, indicando que nadie tiene que ser maltratado. La mujer fue procesada por violar el artículo 205 del Código Penal.
Otros casos tuvieron en el momento especial notoriedad nacional y por parte de organismos internacionales:

### Caso Luis Espinoza
El 15 de mayo, Luis Espinoza fue asesinado y desaparecido por la Policía provincial de Tucumán tras un operativo de control de acatamiento de la cuarentena en un festival de caballos cuadreros en Melcho. Tras forcejear con la policía, le dispararon por la espalda y arrojaron su cuerpo, envuelto en plástico, a un barranco en la Provincia de Catamarca. La ONU, a través de la ACNUDH, inició una investigación sobre el homicidio.

### Caso Florencia Magalí Morales
Florencia Magalí Morales fue encontrada muerta (ahorcada) el 5 de abril en una celda de la comisaría 25 de Santa Rosa de Conlara, en San Luis. Ese día había salido de su casa en bicicleta para comprar comida, cuando la policía la detuvo por presuntamente circular en contramano y violar la cuarentena, ya que la terminación de su DNI no le permitía salir ese día. La policía indicó que fue un suicidio, algo que la familia rechazó. Dos testigos, otros detenidos en la misma comisaría, indicaron que gritó durante horas pidiendo auxilio.pero que luego fueron trasladados y Florencia quedó sola en la dependencia. La autopsia indicó que la muerte pudo haber sido ocasionada por el cordón que se encontró en la celda y que también pudo ser consecuencia de “un golpe certero en la parte cervical” y ningún testigo dio fe de haber visto el cuerpo colgado. En agosto se realizó una nueva autopsia a pedido de la familia. Este hecho generó protestas en la ciudad y reclamos del Ministerio de Seguridad de la Nación al gobierno provincial. La ONU lo incluyó en una lista de femicidios.
En marzo de 2021, la Secretaría de Derechos Humanos de la Nación solicitó ser querellante en la causa que investiga el caso. Una pericia encabezada por la perito de parte de la familia indicó como causa de muerte la asfixia mecánica por estrangulamiento, y descartó la posibilidad de que se hubiese tratado de un suicidio.

### Caso Valentino Blas Correa
Valentino Blas Correa, un joven cordobés de 17 años, fue asesinado por la policía el 6 de agosto tras evadir un control policial en la Ciudad de Córdoba temiendo que se les secuestre el auto por violar las medidas sanitarias de distanciamiento.

### Caso Facundo Astudillo
Facundo Astudillo Castro desapareció el 30 de abril de 2020, tras ser retenido e infraccionado por la Policía Bonaerense por no cumplir con los requisitos para circular durante el aislamiento. La última fotografía conocida lo muestra detenido frente al vehículo policial número RO 23360. La investigación se encuentra en curso sin sospechosos. Este caso motivó reclamos de la ONU y la Comisión Interamericana de Derechos Humanos, así como declaraciones públicas por parte del presidente Alberto Fernández y el gobernador Axel Kicillof, reclamando a la justicia la resolución del caso y evaluando la posibilidad una purga policial en caso de que se descubra que la policía estuvo involucrada.

## Violencia de género
En los primeros 112 días desde que se dispuso la primera cuarentena se produjeron 82 femicidios. Durante los 120 primeros días de cuarentena, la Oficina de Violencia Doméstica (OVD) dependiente de la Corte Suprema de Justicia de la Nación Argentina recibió 1280 casos de violencia familiar. Según datos de la Casa del Encuentro, durante el 2020 hubo 300 femicidios y durante el 2021 fueron 305. Mientras que en los años anteriores la cantidad había sido menor, siendo 273 femicidios en el 2018 y 299 en el 2019.
Debido a que el confinamiento significó para muchas mujeres estar forzadas a permanecer todo el día recluidas con sus agresores, se crearon una casilla de mail y tres números de contacto por WhatsApp para luchar contra esta situación. También existían cuentas en Facebook, Twitter y Telegram que permitían realizar denuncias, además de la línea telefónica 144. La comunicación por mensaje de texto brinda la facilidad de permitir a la víctima borrar el mensaje luego de enviarlo, para evitar que sea visto por su agresor. Además, la Defensoría General de la Nación lanzó la campaña #NoEstasSola, para prevenir y combatir la violencia de género en condiciones de aislamiento y distanciamiento, informando que las medidas sanitarias en ningún momento prohibían salir de la casa en situaciones de violencia. Este tipo de violencia fue llamado "la otra pandemia" en Argentina por las Naciones Unidas.
La Iniciativa Spotlight de las Naciones Unidas y la Unión Europea lanzó en Argentina dos campañas teniendo en cuenta el contexto de las medidas de aislamiento social, diseñadas para su difusión en las distintas plataformas de todas las agencias, fondos y programas del sistema de la ONU en el país. Una de las campañas incluye dos anuncios publicitarios. El primero de ellos, llamado Puertas Adentro, es una interpelación a las personas que pueden ayudar, contener o brindar información a víctimas de la violencia para que se pongan en contacto con la Línea 144, mientras que el segundo anuncio, No te laves las manos, visibiliza la dramática situación en la que miles de mujeres afrontan la cuarentena en el país. 
Distintos hoteles cedieron camas para oficiar como refugio para las mujeres que necesitasen un lugar transitorio para no exponerse a la violencia de las personas con las que convivían.
El día 19 de marzo de 2020, la Cámara Nacional de Apelaciones en lo Civil dictó la prórroga por 60 días de todas las medidas cautelares que tuviesen como objetivo la protección de las personas, entre ellas la prohibición de acercamiento y contacto, y el otorgamiento de botones antipánico. El 13 de mayo volvió a prorrogar por 60 días estas medidas.
Según Estela Díaz, Ministra de las Mujeres, Políticas de Género y Diversidad Sexual de la provincia de Buenos Aires, las denuncias presenciales disminuyeron por la mayor peligrosidad de realizar la denuncia y tener que volver a convivir con el agresor.
Durante los 120 primeros días de cuarentena, la Oficina de Violencia Doméstica (OVD) dependiente de la Corte Suprema de Justicia de la Nación Argentina recibió 1280 casos de violencia familiar, un 68% menos que igual periodo de 2019. Esta oficina respondió también un total de 1455 consultas de carácter informativo, un volumen similar al de 2019. Los denunciados fueron principalmente varones de entre 22 y 49 años. El 60% de las afectadas fueron mujeres, y un 30% niños, niñas o adolescentes. En la mayoría de los casos, el vínculo entre víctima y agresor fue de pareja y filial. El 99% de los casos en este período fueron derivados a la justicia civil, un 85% a la penal. Las principales medidas ordenadas por la justicia fueron: en 1000 casos, la prohibición de acercamiento (78%); en 867 casos, la prohibición de contacto (69%); en 345 casos, el otorgamiento de dispositivo de alerta (botón antipánico) (27%).
A nivel nacional, la Línea 144 recibió 34 494 llamados durante al Aislamiento obligatorio (entre el 20 de marzo y el 30 de junio), un 28% más que igual período del año anterior.
En la Ciudad Autónoma de Buenos Aires, durante la pandemia, aumentaron un 48% las denuncias por violencia de género a través de la línea 144.
En la Provincia de Buenos Aires, aumentaron un 35% las llamadas a la línea 144 durante el aislamiento. Entre marzo y julio, la línea atendió 5903 llamados. La Ministra de las Mujeres, Políticas de Género y Diversidad Sexual de esta jurisdicción señaló que los femicidios fueron el único delito que no se redujo con el aislamiento social y que en el 80% de los casos el agresor es la pareja o la expareja y el domicilio el ámbito donde se cometen los delitos.
En Salta, el Observatorio de Violencia contra las Mujeres (OVcM) indicó que durante la cuarentena (a julio de 2020) había habido un incremento del 10% en la violencia de género frente a igual período del año anterior.